# محمد أمين (مغني)
محمد أمين (27 يوليو 1916 - 31 مايو 2009)، مغني وممثل مصري أشتهر في فترة الأربعينات، قدم قرابة 20 عمل فني. تعرض لحساسية في الصدر وقرر اعتزال الفن في الخمسينيات لكنه عاد في عام 1977 لكي يقدم آخر أعماله وهو مسلسل الذين يحترون.

## بدايته
عمل محمد في البداية كمهندس كهربائي وخلال تصوير المخرج عبد الفتاح حسن لفيلم قصير عن أقراص الأسبرين، طلب منه أمين أن يستمع إلى صوته. لمس فيه حسن خامة طيبة، فسمح له بالغناء.انتشر الخبر بين العاملين في الأستوديو حتى وصل إلى الموسيقار محمد عبد الوهاب الذي كان يمثل فيلم «يحيا الحب» (1938) في إحدى القاعات المجاورة. طلب عبد الوهاب أن يقابله، ويستمع إلى صوته، وعندها أعجب كثيرًا به فطلب منه أن يعمل لديه سكرتيرًا مقابل 15 جنيهًا في الشهر.

## أعماله السينمائية
- 1941: مصنع الزوجات
- 1942: ممنوع الحب
- 1943: حب من السماء
- 1944: تحيا الستات
- 1944: ابن الحداد
- 1945: الجنس اللطيف
- 1945: أحلام الحب
- 1946: نجف
- 1946: غرام بدوية
- 1946: اليتيمة
- 1948: يحيا الفن
- 1948: أحب الرقص
- 1949: الستات كده
- 1950: مكتب الغرام
- 1952: عشرة بلدي
- 1952: الحب بهدلة
- 1953: بينى وبينك
- 1977: الذين يحترقون (مسلسل)

## وصلات خارجية
- محمد أمين على موقع قاعدة بيانات الأفلام العربية